# OK Dacke
OK Dacke bildades den 8 december 1940 och hade sin hemvist i den orten Rödeby någon mil norr om Karlskrona. Klubben hade omkring 400 medlemmar med intresse för orientering, skidor och långdistanslöpning, där orienteringen är det största området. Dackestugan (klubblokalen) är belägen ovanför Rödebybacken. Innan simbassängerna byggdes i Rödebyskolan år 1974 hölls simskolan i Knoppragölen som är en utbuktning i Silltorpsån vid Kestorps gård. Vid gölen fanns både glasskiosk och omklädningsrum. Denna byggnad flyttades sedan till ovanför Rödebybacken där den kom att utgöra den äldsta delen av Dackestugan. Dackestugan har sedan byggts till och renoverats i flera omgångar. År 2016 gjordes en sammanslagning av föreningarna OK Dacke och FK Vittus, som bildade Karlskrona SOK.
Den 27 januari 1979 hölls slalomtävlingen "Kalle Anka Cup" i Rödebybacken. Tävlingen arrangerades av OK Dacke.
Många framstående orienterare har börjat sin bana i OK Dacke, bland dem kan nämnas Kent Olsson.